# Rudolf Eberhard (Politiker, 1891)

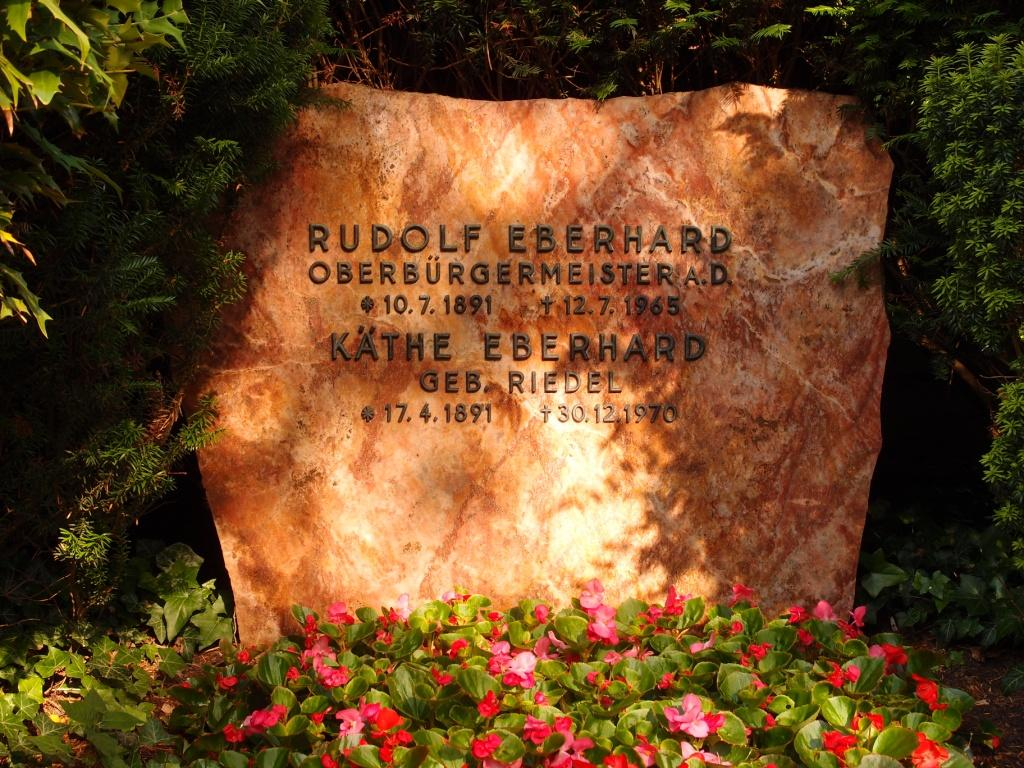
Grab von Rudolf Eberhard auf dem Südfriedhof in Wiesbaden

Rudolf Eberhard (* 10. Juli 1891 in Magdeburg; † 12. Juli 1965 in Wiesbaden) war ein deutscher Politiker und Oberbürgermeister der Stadt Magdeburg.

## Leben
Eberhard wuchs zunächst in Magdeburg auf und besuchte hier die Grund- und Bürgerschule. Dann verzog er mit seiner Familie nach Elberfeld, wo er eine kaufmännische Lehre absolvierte. Nach Ableistung seines Militärdienstes nahm er als Soldat von 1914 bis 1918 am Ersten Weltkrieg teil. Nach dem Krieg trat Eberhard eine Stellung als leitender Angestellter bei den Junkers-Werken in Dessau an. 1919 trat er sowohl der SPD als auch der Gewerkschaft bei. Er übernahm die Leitung des Bezirkskartells des Deutschen Angestelltenbundes. Außerdem war er nebenberuflich als Geschäftsführer des Anhaltischen Siedlerverbandes tätig. 
Mit der Auflösung des Zentralverbandes der Angestellten nach der Machtergreifung der Nationalsozialisten 1933 wurde Eberhard fristlos gekündigt und vorübergehend in sogenannte Schutzhaft genommen. Nach einer Umschulung betrieb er als Selbständiger eine Orthopädiepraxis.
Nach Ende des Zweiten Weltkrieges engagierte er sich zunächst beim Aufbau der SPD in Dessau. Im September 1945 wurde er Oberbürgermeister von Bernburg, übernahm dann jedoch bereits im Januar das Amt des Oberbürgermeisters von Magdeburg. Im Zuge der Zwangsvereinigung von SPD und KPD wurde er Mitglied der SED. Unter seiner Leitung wurden die kommunalen Strukturen der schwer kriegszerstörten Stadt Magdeburg aufgebaut und der wichtige Fortschritte im Wiederaufbau der Stadt erreicht.
Bei den halbfreien Landtagswahlen in der SBZ 1946 wurde er im Wahlbezirk II (Burg, Magdeburg, Schönebeck, Jerichow I, Wolmirstedt, Haldensleben, Wanzleben) in den Landtag Sachsen-Anhalt gewählt. Im Landtag war er Mitglied im Ausschuss für Haushalt-, Finanz- und Steuerfragen und im Ausschuss für Neuaufbau und Umsiedler. Am 3. April 1948 legte er das Mandat nieder.

### Kampagne gegen Eberhard
Im Zuge einer innerhalb der SED durchgeführten Säuberungswelle zur Entfernung sozialdemokratischer Mitglieder kam es ab 1949 zu einer Kampagne gegen Teile der Kommunalverwaltung, von der auch Eberhard betroffen war.
Auf der Kreisdelegiertenkonferenz der SED am 12. und 13. November 1949 verwies der 1. Kreissekretär der SED Erich Eichholz auf das Verhalten „gewisser reaktionärer Elemente in den beiden Blockparteien LDP und CDU“. Eberhard bestätigte in einer Kreisvorstandssitzung der SED vom 23. Dezember 1949 bei Vorlage einer aktuellen Personalstatistik der Verwaltung, „daß die Arbeiter nicht das Hauptelement darstellen in der Verwaltung“. Walter Kaßner kritisierte Dienststellen der Stadtverwaltung in der keine Mitglieder der SED, sondern nur Mitglieder von LDP oder CDU angestellt sind. Die weitere Kritik zielte dann zunächst auf den LDP-Stadtverordneten Siegfried Klewitz, der durch teilweise provokative, in Gegnerschaft zur SED-Linie stehende Anträge, aber auch persönliche verbale Angriffe sich den Zorn von SED-Mitgliedern zugezogen hatte.
Auf erheblichen Druck hin legte Klewitz am 21. Februar 1950 sein Stadtverordnetenmandat nieder. Eberhard wurde kritisiert, dem Reaktionär nicht die nötige Abfuhr erteilt zu haben. In der Folge ergaben sich ähnliche Kampagnen wie gegen Klewitz auch gegen die CDU-Stadträte Paul Gold, Ludwig Münz und Franz Weichsel sowie die LDP-Räte Erna Wenk und Hans Schmidt.
Der 1. Landessekretär der SED, Koenen, forderte einen Generalangriff auf „Opportunismus und Formalismus“ auch innerhalb der eigenen Partei. „Bremsklötze“, „Versöhnler“ und „Reaktionäre“ müssten „entlarvt und beseitigt“ werden. In einer Kreisvorstandssitzung der SED vom 23. April wird die „versöhnlerische Haltung gegenüber dem Opportunismus“ und „mangelnde Wachsamkeit in den Verwaltungsorganen“ kritisiert. Eberhard habe jegliche Gegenmaßnahmen unterlassen. In der Folgezeit werden diverse Magdeburger SED-Mitglieder, vor allem mit SPD-Vergangenheit, als „ideologisch schwache Genossen“, „entartete Elemente“ und „parteifeindliche Clique“ aus ihren Ämtern und der Partei gedrängt. In einer Konferenz von Funktionären der Magdeburger SED forderte Koenen bis Anfang Juni jeglichen Opportunismus zu überwinden.
Die SED überprüfte die Akten des städtischen Personalamtes und veranlasste die Kündigung von 60 Personen, darunter 32 Mitgliedern der SED. Auch zwölf SED-Stadtverordnete, darunter der von Eberhard auch als Stadtbaurat geholte Erich Koß wurden zurückgezogen. Koenen warf Eberhard am 27. Mai 1950 vor, es zugelassen zu haben, „daß sich in der Stadtverwaltung Reaktionäre und waschechte Opportunisten sehr fest fundiert hatten“ und „sich dort staatsfeindliche Elemente ungeniert bewegen und betätigen konnten.“
Koß trat am 30. Juni auch als Stadtbaurat zurück. Auf der SED-Landesdelegiertenkonferenz in Halle (Saale) vom 30. Juni bis 2. Juli 1950, zu der Eberhard nicht delegiert worden war, bezeichnete der SED-Kreissekretär Erich Eichholz Eberhard als stärkste Stütze der inzwischen zerschlagenen Magdeburger Gruppe und forderte Schlussfolgerungen.
Am 2. Juli 1950 wurde Eberhard zu einer Dienstbesprechung in seinen Amtssitz gebeten und dort unter dem Vorwand von Wirtschaftsvergehen verhaftet. Zuvor war er von SED-Mitglied Prübenau von der Rede Eichholz informiert und gewarnt worden. Auch der ehemalige Stadtbaurat Koß wurde verhaftet. Der Kämmerer Dietrichs konnte fliehen. Die Magdeburger Volksstimme berichtet mit Artikeln wie „Magdeburger Schumacherclique betrieb Sabotage. Ungesetzliche Finanztransaktionen sollten demokratische Entwicklung hemmen“.
Nach 18 Monaten Untersuchungshaft wurde die Anklage gegen Eberhard am 17. und 18. Januar vor dem Landgericht Magdeburg verhandelt. Vorgeworfen wurden unzulässige Kreditvergaben und unzulässige Verwendung außerordentlicher Einnahmen, wobei jedoch die entsprechenden Handlungen durch Stadtratsbeschlüsse oder Beschlüsse der Landesregierung genehmigt waren. Am 18. Januar 1952 wurde Eberhard, wie auch Koß wegen Sabotage und Wirtschaftsvergehen zu fünf Jahren Zuchthaus verurteilt. Die Haft verbrachte er in Magdeburg, dem Haftarbeitslager Mecklenburg und in Neubrandenburg.
Nach seiner Haftentlassung floh er 1958 aus der DDR in die Bundesrepublik Deutschland, wo er 1965 in Wiesbaden verstarb.
Nach der deutschen Wiedervereinigung hob das Landgericht Magdeburg am 3. November 1991 das Urteil gegen Eberhard als rechtsstaatswidrig auf.